# Abner Mares
Abner Mares Martínez (* 28. November 1985 in Guadalajara) ist ein mexikanischer Profiboxer, ehemaliger IBF-Weltmeister im Bantamgewicht und ehemaliger WBC-Weltmeister im Superbantamgewicht, sowie ehemaliger WBC-Weltmeister im Federgewicht und aktueller WBA-Weltmeister im Federgewicht.

## Amateurkarriere
Abner Mares begann im Alter von sieben Jahren mit dem Boxsport und bestritt seine Amateurboxkarriere im Bantamgewicht. Schon 2002 gewann er die Goldmedaille bei den 2. Kadettenweltmeisterschaften in Ungarn, wobei er im Finale Aschat Schakipbekow aus Kasachstan besiegte. Im Dezember desselben Jahres gewann er zudem die 19. Zentralamerika- und Karibikspiele in El Salvador. Dabei hatte er sich gegen Jonathan Batista aus der Dominikanischen Republik, Juan López aus Puerto Rico und Yonnhy Pérez aus Kolumbien durchgesetzt.
Im August 2003 gewann er die Silbermedaille bei den Panamerikanischen Spielen in der Dominikanischen Republik, wo ihm u. a. erneut Siege gegen Juan López und Yonnhy Pérez gelangen. Erst im Finale war er gegen Guillermo Rigondeaux aus Kuba unterlegen. Im Juni 2004 erkämpfte er noch die Silbermedaille bei den 13. Juniorenweltmeisterschaften in Südkorea. Dabei hatte er Jonathan Ruiz aus Spanien, Zsolt Hodosi aus Ungarn, Turbat Enschtalwan aus der Mongolei und Elschan Ismailow aus Aserbaidschan geschlagen, ehe er gegen Aibek Abdimomunow aus Kirgisistan unterlag.
Im August 2004 nahm er an den 28. Olympischen Sommerspielen in Athen teil, wo er jedoch im ersten Kampf nicht unumstritten gegen Zsolt Bedák aus Ungarn (27:36) verlor. Er beendete seine Amateurkarriere mit 112 Siegen in 120 Kämpfen, davon 84 vorzeitig.
Weitere Turnierergebnisse (Auswahl)
- Juli 2001: 1. Platz beim 6. Junior Olympic International Tournament in den USA, Sieg u. a. gegen Sergio Méndez aus Mexiko und Daniel Herdman aus England
- August 2002: 1. Platz beim 4. Jose Cheo Aponte Tournament in Puerto Rico, Sieg gegen Tyson Cave aus Kanada, Jonathan Vidal aus Puerto Rico und Juan López aus Puerto Rico
- Juni 2003: 3. Platz im Bantamgewicht beim 24. Acropolis Cup in Griechenland, Sieg gegen Madi Scholakow aus Kasachstan, Halbfinalniederlage gegen Afanassi Poskatschin aus Russland

## Profikarriere
Er startete seine Profikarriere 2005 in den Vereinigten Staaten, sein Promoter ist Golden Boy Promotions von Óscar de la Hoya. Sein Trainer ist Ignacio Beristain, der 2011 in die International Boxing Hall of Fame aufgenommen wurde. Sein Prodebüt gewann er am 6. Januar 2005 im Desert Diamond Casino von Tucson, Arizona, durch t.K.o. in der zweiten Runde gegen Luis Malave aus Puerto Rico (Bilanz: 8 Siege – 5 Niederlagen). Bis Mitte 2007 gewann er 13 Kämpfe in Folge, davon 8 vorzeitig. Neben einer Reihe von Aufbaugegnern wie Omar Adorno (14-5), Wilmer Rodriguez (8-0) und Robert Allanic (16-2), gelang ihm auch ein vorzeitiger Sieg gegen Angel Antonio Priolo (30-5) aus Kolumbien, ehemaliger Lateinamerikanischer und Nordamerikanischer Meister, der schon um die interime WBC-WM geboxt hatte.
Am 7. September 2007 durfte er um die Nordamerikanische Meisterschaft (NABO) des WBO-Verbandes im Bantamgewicht boxen und gewann den Titel gegen Isidro García (24-3) vorzeitig, da dieser nach der sechsten Runde den Kampf aufgab. Anschließend verteidigte er den Titel einstimmig nach Punkten gegen Damian Marchiano (14-2) und durch t.K.o. in der zweiten Runde gegen Diosdado Gabi (30-3). Der NABO-Titel wurde ihm schließlich entzogen, da er nicht gegen weitere Herausforderer des Verbandes antrat, sondern sich auf einen WM-Kampf vorbereitete. Dazu schlug er Jonathan „Diamante“ Arias (15-1), Jonathan „El Explosivo“ Pérez (14-5), den Dominikaner Carlos Fulgencio (11-2) und den Kolumbianer Felipe Almanza (17-15).
Am 22. Mai 2010 boxte er schließlich in Los Angeles um die IBF-Weltmeisterschaft gegen Yonnhy Pérez (20-0), den er bei Amateurbegegnungen bereits geschlagen hatte. Der Kampf wurde nach den vollen zwölf Runden unentschieden gewertet (einmal 115:113 für Mares, zweimal 114:114), wodurch Pérez Titelträger blieb. Dafür gewann Mares bereits in seinem nächsten Kampf am 11. Dezember 2010 in Tacoma, Washington, den WM-Titel der IBO sowie den Silbertitel der WBC im Bantamgewicht. Er besiegte dabei den Armenier Wachtang Dartschinjan (35-2) mit 2:1 Richterstimmen nach Punkten (113:112, 115:111 und 111:115). Der Kampf verlief recht ausgeglichen, beide Boxer mussten im Kampfverlauf einen Niederschlag hinnehmen.
Zwischenzeitlich hatte Yonnhy Pérez seinen IBF-Titel an Joseph Agbeko (28-2) verloren, der am 13. August 2011 in Las Vegas eine Titelverteidigung gegen Abner Mares bestritt. Mares hatte den Titelträger bereits in der ersten Runde am Boden und konnte in der elften einen weiteren Niederschlag erzielen, ehe er nach den zwölf Runden zum Punktsieger (113:113, zweimal 115:111) erklärt wurde. Beim Rückkampf am 3. Dezember 2011 in Anaheim, Kalifornien, gewann Mares schließlich einstimmig nach Punkten (dreimal 118:110) und wechselte kurz darauf ins Superbantamgewicht.
Dort boxte er am 21. April 2012 in El Paso, Texas, um die WBC-Weltmeisterschaft gegen den Puerto-Ricaner Eric Morel (46-2), der vom Ring Magazine auf Platz 5 der Weltrangliste geführt wurde. Mares, der als 13:1 Außenseiter geführt wurde, gewann den Kampf jedoch einstimmig nach Punkten (120:107, zweimal 119:109). In seiner ersten Titelverteidigung am 10. November 2012 in Los Angeles, boxte er gegen Anselmo Moreno aus Panama (33-1), der nach zehn Titelverteidigungen seiner WBA-WM im Bantamgewicht, ebenfalls ins Superbantam gewechselt war. Mares gewann den Kampf einstimmig nach Punkten und hatte seinen Kontrahenten in der fünften Runde auch am Boden.
Mares legte den WM-Titel Anfang des Jahres 2013 nieder, um ins Federgewicht aufzusteigen. Dort besiegte er am 4. Mai 2013 Daniel Ponce de León (44-4) durch t.K.o. in der neunten Runde und gewann damit die WBC-Weltmeisterschaft.
Am 24. August 2013 verlor er durch K. o. in der ersten Runde gegen Jhonny González (54-8). Im Juli 2014 besiegte er Jonathan Oquendo (24-3) einstimmig nach Punkten. Im Dezember 2014 folgte ein vorzeitiger Sieg gegen Jose Ramirez (25-4).
Im August 2015 unterlag er nach Punkten gegen Léo Santa Cruz (30-0). Im Dezember 2016 schlug er Jesús Cuellar (28-1) beim Kampf um den WBA-Weltmeistertitel. Im Oktober 2017 gewann er eine Titelverteidigung gegen Andrés Gutiérrez (35-1). Im Juni 2018 verlor er einen Rückkampf gegen Léo Santa Cruz.